# 黎永冠
黎永冠，米芝蓮二星餅藝大師，葉永華徒弟，現任皇玥餅藝大師。 

## 人物經歷
黎永冠，奶黃月餅創始人葉永華師傅的徒弟，米芝蓮二星餅藝大師，曾於世界各地星級酒店（香港半島、曼谷半島、馬來西亞等）擔任主廚，熟知多地飲食文化與食材特點。曾任職上海半島酒店米芝蓮二星餐廳逸龍閣點心部主廚超過十年，一手創立上海半島酒店點心部。  
2019年，黎永冠加入皇玥擔任餅藝大師，與葉永華師傅共同研發多款口味流心月餅。 

## 餅食產品
黎永冠擅長中式糕餅製作，在皇玥研製蜂巢蛋卷和蝴蝶酥的過程中，推出黑松露蛋卷、番茄香草蛋卷、櫻花蝦蛋卷、麻辣蝴蝶酥、小米蝴蝶酥等新口味。

## 月餅產品
2019年月餅季黎師傅聯手葉永華師傅，不僅將流心奶黃、流心芝麻月餅配方升級，更是共同研發多款口味獨特的月餅如流心貓山王榴蓮月餅，流心薑汁月餅，陳皮紅豆沙月餅等。 